# Teofania (Pawluk-Zadworna)
Teofania, imię świeckie Sołomonia Siemionowna Pawluk-Zadworna (ur. 1 sierpnia 1881 w Gołotkach lub w 1879, zm. 1946) – mniszka prawosławna, przełożona monasteru Trójcy Świętej w Korcu w latach 1931–1946. 

## Życiorys
Pochodziła z Żytomierszczyzny. Wykształcenie podstawowe uzyskała w szkole parafialnej. Uczyła się również muzyki. W wieku osiemnastu lat została posłusznicą w monasterze Trójcy Świętej w Korcu, a następnie przeszła na własne życzenie do monasteru św. Marii Magdaleny w Wilnie; według innego źródła posłusznicą w monasterze wileńskim była od 1897. W klasztorze pełniła zadania regentki chóru cerkiewnego, uczyła śpiewu i czytania w cerkwi w miejscowej szkole. Śluby wieczyste złożyła 16 grudnia 1928 przed namiestnikiem monasteru Świętego Ducha w Wilnie archimandrytą Sawwacjuszem. W monasterze była następnie ekonomką, prowadziła kancelarię, pisała ikony, zajmowała się rękodziełem. W 1930 została podniesiona do godności ihumeni. W 1931 została przez Synod Polskiego Autokefalicznego Kościoła Prawosławnego wyznaczona na nową przełożoną monasteru w Korcu, następczynię odchodzącej w stan spoczynku ihumeni Michaliny. Monasterem kierowała do swojej śmierci w 1946; zmarła po krótkiej chorobie i została pochowana na terenie klasztoru.